# Festspielhaus w Bayreuth
Festspielhaus w Bayreuth (Teatr Operowy w Bayreuth) – teatr operowy zbudowany w północnej części bawarskiego miasta Bayreuth, powstały jako miejsce wystawiania oper Richarda Wagnera podczas corocznego festiwalu w Bayreuth.

## Historia
Bryła architektoniczna tego budynku powstała według wskazówek Richarda Wagnera na podstawie planu nigdy niezrealizowanego projektu opery w Monachium autorstwa Gottfrieda Sempera. Budowę poprowadził lipski architekt Otto Brückwald. Sfinansował ją król Bawarii Ludwik II Wittelsbach. Kamień węgielny wmurowano 22 maja 1872 roku. Z tej okazji Wagner dyrygował wykonaniem w Operze Margrabiów IX Symfonii Beethovena. W dniach 13–17 sierpnia 1876 odbyła się tu premiera światowa tetralogii wagnerowskiej Pierścień Nibelunga i pierwszy festiwal. Wzięli w nim udział: cesarz Brazylii Piotr II i Wilhelm I. Nie przyniósł on dochodów. Pozostały długi. Dlatego aż do 1882 roku budynek stał pusty. Podczas drugiego festiwalu 26 lipca miała miejsce premiera Parsifala. Od 1973 roku budynkiem i festiwalem zarządza fundacja Richard-Wagner-Stiftung Bayreuth. Jej członkami są: przedstawiciel władz Niemiec i Bawarii oraz członkowie rodziny Wagnera. Dyrektorem zarządzającym Rady Fundacji jest burmistrz miasta Bayreuth. Budynek jest wykorzystywany wyłącznie latem podczas festiwalu.

### Remont
W 2013 roku podjęto decyzję o przeprowadzeniu remontu budynku. Rusztowania zostały ukryte pod specjalnie wydrukowanym banerem z wydrukowanym zdjęciem budynku. Remontem kieruje koloński architekt Stephan Detlef. Na potrzeby renowacji otworzył on specjalną cegielnię w Brandenburgii, która wykonuje ręcznie i wypala cegły pasujące do fasady opery. Piaskowiec ma być sprowadzony z kamieniołomów w Czechach i Polsce. Planowany jest również remont instalacji elektrycznej, poprawa wentylacji (w teatrze nie ma klimatyzacji i podczas festiwalu, który odbywa się w lipcu na widowni jest gorąco) oraz umożliwienie korzystania z widowni osobom niepełnosprawnym. Remont rozpoczęty w 2015 ma skończyć się w 2023 roku

## Opis
Ewenementem w budowie tego teatru jest całkowite schowanie orkiestronu, tak że dyrygent i muzycy są całkowicie niewidoczni dla publiczności. Zmienia to również brzmienie orkiestry oraz powoduje inną jej organizację. Pierwsze skrzypce siedzą po prawej, a nie lewej stronie dyrygenta. Budynek powstał w konstrukcji szachulcowej, ale w 1960 roku podczas remontu zastąpiono ją konstrukcją z betonu i stali.
Scena ma 11,80 m wysokości i 13 m szerokości. Budynek opery ma 100 m długości mierząc od głównego portalu do końca kulis. Na widowni może obecnie usiąść 1974 widzów.